# Basketball Club Luleå
Il Basketball Club Luleå è una squadra di pallacanestro svedese, con sede a Luleå.

## Storia
La squadra, fondata nel 1976 come Plannja Basket nel 2015 ha assunto la denominazione "Basketball Club Luleå", milita nel massimo campionato svedese, la Svenska basketligan. Dopo gli scudetti vinti nelle annate 1996-97, 1998-99, 1999-00, 2001-02, 2003-04, 2005-06 e 2006-07 nel 2017 ha conquistato l'ottavo titolo battendo per 4 partite a 1 il Södertälje.
A partire dalla stagione 2005-06 la squadra disputa tutte le proprie partite interne alla Pontushallen. In precedenza la più capiente Coop Arena veniva spesso utilizzata per gli incontri di maggiore rilevanza, in particolare le finali play-off. Il record di presenze è stato stabilito il 18 aprile 2000, quando 7.250 persone assistettero alla vittoria del terzo scudetto del club.

## Palmarès
- Campionato svedese: 8

1996-1997, 1998-1999, 1999-2000, 2001-2002, 2003-2004, 2005-2006, 2006-2007, 2016-2017